# Pompiac
Pompiac település Franciaországban, Gers megyében. Lakosainak száma 207 fő (2022. január 1.). Pompiac Cazaux-Savès, Endoufielle, Labastide-Savès, Nizas, Samatan és Seysses-Savès községekkel határos.

## Népesség
A település népességének változása:
| Lakosok száma | 139  | 126  | 146  | 165  | 179  | 185  | 191  | 203  | 210  | 207  |
|               | 1968 | 1982 | 1990 | 2006 | 2013 | 2015 | 2017 | 2019 | 2020 | 2022 |